# Csenterics Ágnes
Csenterics Ágnes (Pécs, 1943. augusztus 23. – 2020. december 12.) magyar televíziós rendező, bölcsész.

## Életpályája
1961-ben érettségizett a Kaffka Margit Leánygimnáziumban. 1966-ban magyar-orosz tanári diplomát szerzett az Eötvös Loránd Tudományegyetemen. 1975-1978 között a Színház- és Filmművészeti Egyetem adásrendező szakos hallgatója volt. 1968-2007 között a Magyar Televízió rendezője volt. 2007-ben nyugdíjba vonult.

## Főbb rendezései
- Megrakják a tüzet… (1970)
- Fehér éjszakák, balett (1971)
- Rizi, bizi, sorozat (1971, 1972)
- Hol az a dal… (1972)
- Színészmúzeum, sorozat (1973-1977)
- Táncoljunk (1975, 1976)
- Rohan az idő, sorozat (1976)
- Zene, zene, zene, sorozat (1976, 1978, 1979, 1981, 1983, 1986)
- Új hanglemezek, sorozat (1977, 1978)
- Egy hang és néhány maszk (1978)
- Nótaszó, sorozat (1978, 1979, 1986)
- Mágnás Miska (1979)
- Ez a dal, ez a dal (1980)
- Annyi arc ismerős… (1980)
- Bienvenido Cuba (1981) – és még 12 film, köztük Hemingwayről
- Egy Fényes est (1982)
- A magyar kultúra szigetei (1984)
- Randevú a IV-es stúdióban, sorozat (1984, 1985)
- Szó, zene, kép, sorozat (1985)
- Zenebutik (1987)
- Régi nóta, híres nóta (1988)
- Egy szoknya, egy nadrág, sorozat (1989)
- Ebédeljen nálunk, sorozat (1991, 1992)
- Csak egy tánc volt (1992)
- Enter - sorozat (1993, 1994)
- 60 év S. Nagy (1994)
- Interoperett (1994-2004)
- Klausi Zenei Fesztivál (1995, 1997, 2000, 2001, 2005)
- Manyika halhatatlansága (1996)
- Habsburg György esküvője – Szt. István Bazilika (1997)
- Táncvilág, sorozat (1998, 1999)
- Hazám a zene (1999)
- VIII. Pest Megyei Nemzetiségi Találkozó, sorozat (2000)
- Fenyő ünnep (2000)
- Operettfalu-Kübekháza (2000, 2003)
- Közös úton, egy hazában…sorozat (2001, 2002)
- Végzősök balett vizsga- évenként (2001-2006)
- A lányok, a lányok (2002)
- Lenkétől Lóránig (2002)
- Világsztárok az Operában - balett (2002)
- Virszki (2002)
- Dr. Habsburg Walburga esküvője –Mátyás templom (2002)
- Habsburg keresztelő (2002)
- 60, Németh Sándor születésnapja (2002)
- Tánc, tánc, tánc (2002, 2003)
- Nemzetközi balett gála, benne Kovács Tibor balett művész portréja (2004)
- Millió rózsaszál (2004)
- Bessenyei Ferenc vendégei voltunk (2004)
- Bessenyei Ferenc búcsúztatása (2004)
- A halhatatlan primadonna (2004)
- Luxor show, sorozat (2004, 2005)
- Napi Mozaik, sorozat (2005, 2006)
- KI MIT TUD (1996)
- Bruckner Napok-St. Florian (2006)
- Egy arab ország bemutatása Omán ünnepén (1990) – és még 10 film
- Omán (2006)
- Mojszejev 100 éves (2006)
- Főtér sorozat (2001-2007)

## Díjai és kitüntetései
- A Magyar Köztársasági Érdemrend lovagkeresztje (2004)